# Вохидов, Рахим Жураевич
Рахим Вохидов (5.08.1942–5.05.2012) – советский и узбекистанский ученый-литературовед, педагог, доктор филологических наук (1988), доцент (1975), профессор (1990).

## Биография
Родился 5 августа 1942 года в Ромитанском (ныне Жондорском) районе Бухарской области. Учился на факультете узбекской и таджикской филологии Самаркандского государственного университета имени Алишера Навои (1961—1965). Служил в армии в п. Богдана Хмельницкого Украинской ССР (1965—1966).
2 сентября 1967 года начал научно-педагогическую деятельность в Бухарском государственном педагогическом институте имени Серго Оржоникидзе (ныне Бухарский государственный университет). Окончил однолетнюю аспирантуру (1969—1970) и 2-летнюю докторантуру (1977—1978) на кафедре узбекской литературы Самаркандского государственного университета. В совершенстве владел узбекским, персидско-таджикским, русским языками, знал арабскую письменность.
Являлся преподавателем кафедры «Узбекская литература» Бухарского государственного университета (1967—1972), заведующим (1972—1977) и доцентом кафедры (1975—1988), заведующим кафедрой «Зарубежная литература и таджикская филология» (1989—1992) и «Узбекская классическая литература» (1992—1996). В 1998 году основал кафедру «Суфизм и узбекская классическая литература» и возглавлял эту кафедру до 2005 года. Также работал на должностях заместителя декана факультета «Узбекско-таджикская филология» (1978—1979), декана факультета «Узбекская филология» (1996—1998, 2000—2002).
Являлся членом редколлегии газеты Бухарского государственного университета «За передовую науку» и журналов «Педагогическое мастерство» и «Психология» (рубрика «Литература»), а также основателем рубрики «Навоий гулшани» в журнале «Научный вестник БухГУ» и членом редколлегии данного журнала.

## Научная и творческая деятельность
В 1970 году под научным руководством Батурхана Валиходжаева[1] защитил кандидатскую диссертацию на тему «Жизнь и творчество Шайхим Сухайли»[2], в 1988 году докторскую диссертацию «Взаимосвязи узбекской и персидско-таджикской литератур во второй половине  XV – начале XVI вв.: историко-типологический аспект»[3]. В 1990 году ему присуждено ученое звание профессора.
Р. Вохидов был неутомимым исследователем узбекской классической литературы.
Основная часть научного наследия Рахима Вохидова посвящена фундаментальным исследованиям некоторых вопросов узбекской классической литературы, узбекских и персидско-таджикских литературных связей[4], суфизма. Одними из центральных вопросов исследований ученого являются теологические вопросы в поэзии Алишера Навои. Космогония Навои – видения небесных тел и строение миров – основательно изучены в его исследованиях.
Ученым анализированы научно-литературные, историко-культурные источники, связанные с историей узбекско-таджикских литературных связей во второй половине XV – начале XVI вв. К ним относятся рукописи, муншаат и баёз, мемуары, тазкиры, маникиб и историко-художественные произведения, переводы. Им систематизированы факты о узбекско-таджикских литературных связях, их взаимодействии и общности, таким образом определены более 10 форм, в частности перевод, зуллисонайн, татаббу, тазмин и тахмис, цитата, перспектива и сравнение, личные отношения, к тому же охарактеризована их социально-эстетическая сущность.
Особое внимание в своих исследованиях Р. Вохидов уделил преемственности навоийских традиций, отношению к богословию, вопросам перевода. Более того, литературовед сумел превратить изучение творчества представителей бухарской литературной среды в ведущий принцип: в своей научной школе Мирзашах Возе Бухари, Мунзим Бухари, Ибрагим Субхи, Мирза Садик Мунший Джондори, Шавкат Бухари, Имла Бухари, Ходжа Исмат Бухари и другие. Научно исследованы жанровый состав и художественность литературного наследия.
Профессор Р. Вохидов является автором 49 монографий и брошюр, более 400 научных и научно-популярных статей [5,6,7]. На протяжении 45 лет ученый преподавал узбекским и таджикским группам высших учебных заведений такие предметы, как «Узбекская классическая литература», «Зарубежная литература», «Учение суфизма», «Классическая литература и нравственно-духовное воспитание», «Основы суфизма и поэтики восточной классической литературы», «Анализ художественного текста» и «Научно-исследовательская методология». Под руководством Р. Вохидова защищены 10 кандидатских диссертаций.

## Избранные монографии и брошюры
1. Суҳайлий. Т., “Фан”. 1976. – 44 б. [8]
2.  Муҳаққиқи бузурги ду адабиёт. Ҳаммуаллиф: Б. Валихўжаев. Душанбе, “Ирфон”. 1977. – 58 б. [9,10]
3.  Адабий тахаллуслар ҳақида. Т., “Ўқитувчи”. 1978. – 52 б.[11]
4.  Тахаллуслар. Ҳаммуаллиф: Т.Қораев. Т., “Фан”. 1979. – 68 б.[12]
5.  Навоий ижоди – илҳом манбаи. Ҳаммуаллиф: Б. Валихўжаев. Т., “Фан”. 1981. – 74 б.[13]
6.  ХV асрнинг иккинчи ярми ХVI асрнинг бошларида ўзбек ва тожик шеърияти (Адабий алоқа ва ўзаро таъсир масалалари) //Масъул муҳаррир: Б. Валихўжаев/. Т.: “Фан”, 1983. – 143 б.[14]
7.  “Мажолис ун-нафоис” таржималари. Т., “Фан”. 1984. –72 б.[15]
8.  Шеърият шоир юраги. Ҳаммуаллиф: М. Ҳошимова // Масъул муҳаррир: Л. П. Қаюмов. Т.: “Фан”, 1987. – 72 б.[16]
9.  Қасоскорнинг номи барҳаёт (Маҳмуд Торобий қўзғолонининг 750 йиллигига бағишланади) – Тарих, она тили ва адабиёти ўқитувчиларига ёрдам. Бухоро, 1988. – 27 б.[17]
10.  Взаимосвязи узбекской и персидско-таджикской литератур во второй половине XV- начале XVI в. Т., 45 стр.[3]
11.  Илҳом чашмалари. Ҳаммуаллиф: М. Ҳошимова//Масъул муҳаррир: Л.П. Қаюмов – Т.: “Фан”, 1989. – 72 б.[18]
12.   Шарқнинг буюк алломаси. Т., “Фан”. 1989. – 74 б.[19]
13.   Авлодлар таъзими. Ҳаммуаллиф: Т.Қораев. Т., “Ўқитувчи”. 1990. – 116 б.
14.   Алишер Навоий  “Хамсат ул-мутаҳҳаййирин”  асарининг тожикча таржималари.    Ҳаммуаллиф: М.Қосимова. Бухоро, 1990. – 91 б.
15.  Адабий қардошлик сарҳад билмайди. Ҳаммуаллиф: М. Ҳошимова. Т., “Фан”. 1991. – 144 б.
16.  Навоий барҳаёт (Навоийшунослик тарихидан лавҳалар). Т.: “Фан”, 1991. – 88 б. [20]
17.  Эзгулик – умр мазмуни. Ҳаммуаллиф: Б. Валихўжаев. Т.: “Фан”, 1992. – 100 б.[21]
18.  Навоийнинг икки дурдонаси (“Хамсатул-мутаҳаййирин” ва “Мажолисун-нафоис” ҳақида қайдлар)// Масъул муҳаррир: Б. Валихўжаев/. – Т. “Фан”, 1992. – 118 б.[22]
19.  Алишер Навоийнинг ижод мактаби (Устозлар, сафдошлар, издошлар даврасида). “Бухоро“, 1994. – 188  б.                    [23]
20.  Алишер Навоий ва илоҳиёт. Бухоро, 1994. – 210 б.[24]
21.  Маънавият – комиллик саодати. Ҳаммуаллиф: М.Маҳмудов. “Маънавият”, Т., 1997. – 192 б.
22.  Илоҳий ишқ жозибаси. Самарқанд, “Зарафшон”, 1997. – 80 б.
23.  Иймон – қалб гавҳари. Ҳаммуаллиф: М.Маҳмудов. Т., “Маънавият”. 1999. – 200 б.
24.  Навоий қалби-ла сирлашган инсон: (Профессор А. Ҳайитметов ҳаёти ва ижодидан лавҳалар). Т., А. Қодирий номидаги халқ мероси нашр., 1999. – 73 б. [25]
25.  Сўз бағридаги маърифат. Ҳаммуаллифлар: Ҳ.Неъматов, М. Маҳмудов. Т., “Ёзувчи”, 2000. – 144 б.[26]
26.  Ишқ – маърифат қаноти. Т., “Абу Али ибн Сино” тиббиёт нашр., 2001. – 108 б.
27.  Мумтоз адабиёт – ҳикмат хазинаси. Ҳаммуаллиф: Ҳ.Эшонқулов. Бухоро, БухДУ нашр., 2001. – 152 б.
28.  Устод Садриддин Айний сабоқлари. Ҳаммуаллиф: М.Маҳмудов. Т., “Фан”. 2004. – 320 б.
29.  Биз билган ва билмаган Бобур. Т., “Зарқалам”, 2005. – 122 б. [27]
30. “Ёғди ўт устиға қор”. Т., “Зарқалам”, 2005. – 114 б.
31.  Навоий меросига ошуфта кўнгил (Ҳасби ҳол йўналишидаги илмий-оммабоп рисола. Тўлдирилган иккинчи нашри). Т. “Фан”, 2005. – 138 б.[28]
32.  Самарқанднинг илмий виждони (Академик Б.Н. Валихўжаевнинг адабиётшунослик фаолиятига доир илмий-оммабоп рисола). Т., “Фан”, 2005. – 176 б.[29]
33.  Ўзбек мумтоз адабиёти тарихи. Ўқув қўлланма. Ҳаммуаллиф: Ҳ. Эшонқулов. Т., ЎзР Ёзувчилар уюшмаси Адабиёт жамғармаси нашр., 2006. – 528 б.[30,31]
34.  Йиллардан қолган маънавий ёдгорлик. Т., “Зарқалам”, 2007. – 285 б.
35. “Армонга айланган адабий орзулар”. Т., “Фан”. 2009. – 113 б.
36.  Махсумларда вояга етган чинор. Т., “Муҳаррир”, 2010. – 180 б.
37.  Умрим дафтаридан саҳифалар. Т., “Муҳаррир”, 2012. – 191 б.

## Избранные публикации
1.   Сайфи Сароий (ҳаммуаллиф: О. Сафаров). “Илғор фан учун” рўзномаси, 1962, 12 декабрь.
2.  Шайхим Суҳайлий ва Алишер Навоий. (ҳаммуаллиф: Б. Валихўжаев). “Ҳақиқати Ўзбекистон” рўзномаси. 1968, 10 февраль.
3.  История изучения творчества Шайхимбека Сухайли. Материалы XIII научно-теоретической конф. БГПИ. Ташкент. «Фан». 1969. С.40-41.
4. Редиф в узбекской классической литературе. Материалы XIII научно-теоретической конф. БГПИ. Ташкент. «Фан». 1969. С.59-60
5.  Амир Шайхим Суҳайлий (тожик тилида). – “Садои Шарқ” журнали, 1970. Сони 2. Саҳифаҳои 127-131.
6.  Шайхим Суҳайлийнинг янги девони ҳақида. “Ўзбек тили ва адабиёти”, 1972. 1-сон, 91-б.
7.  Садриддин Айнийнинг адабий-танқидий қарашлари (ҳаммуаллиф: Т. Қораев). “Ўзбек тили ва адабиёти”, 1972. 14-18 б.
8.  Устоз Айний ва Субҳий (тожик тилида). Тожикистон Республикаси “Маориф ва маданият” рўзномаси, 1974. 16 апрель.
9.  Исследования творчества поэта Хироми. (Соавторы: О.Сафаров, Х.Нигматов). “Советская тюркология”. 1978, №3. С. 102-104.
10.  Садриддин Айний ва ўзбек ижодкорлари. – Тўпламда: Айний замондошлари хотирасида. Т., Ғ.Ғулом номидаги Адабиёт ва санъат нашриёти. 1978. 138-153 б.
11. “Радоиф ул-ашъор” XV аср II ярми адабиётини ўрганишда муҳим манба. А.Навоий номидаги СамДУ асарлари. Янги нашр. Самарқанд, 1979. 94-101 б.
12.  Саодатнинг калити (ҳаммуаллиф: Н. Комилов). “Ўзбекистон адабиёти ва санъати” газетаси, 1982, 2 апрель.
13.  Ибн Сино ва Данте (ҳаммуаллифлар: М. Сулаймонов, Ё. Ҳамроев). Гулистон журнали, 1984. 21-сон, 27- 28 б
14.  Зуллисонайнлик ва адабий жараён. Ўзбек тили ва адабиёти, 1987. 4-сон, 67-72 б.
15.  Қардошликнинг нурли саҳифалари. “Шарқ юлдузи”, 1987. 6-сон. 194-197 б.
16.  Некоторые комментарии по узбекской и персидско-таджикской литературе. “Адабий мерос”. 1988.
№1(43). С. 54-59.
17.  Татаббуъ, тазмин, тахмис (на русс.яз). “Адабий мерос”. 1988. №4(46). С.56-59
18.  “Мажолис-ун нафоис” ва зуллисонайнлик масаласи. Тўпламда: А.Навоийнинг адабий маҳорати масалалари. 1988. Т., “Фан”, 135-156 б.
19.  Хожа Ҳофиз Шерозий ва Алишер Навоий. “Ўзбек тили ва адабиёти”. 1991. 4-сон, 25-32 б.
20.  Ҳамза ғазалларида талмеҳ санъати (ҳаммуаллиф: М.Ҳошимова). “Тил ва адабиёт таълими”, 1992. 5-6 сонлар. 37-40 б.
21.  Нурли чўққилар ҳали олдинда (ҳаммуаллиф: С. Мирзаев). Б. Валихўжаев асарлари кўрсаткичи. 1992. Самарқанд, 3-14 б.
22.  “Оқил эрсанг нафси баддин бўлгил безор”. ”Ўзбек тили ва адабиёти”, 1994. 1-2 сонлар, 35-39 б.
23.  “Латоифнома” латофати. “Ўзбекистон адабиёти ва санъати” газетаси, 1995, 3 февраль
24.   Маънавий шаклланиш азоблари. Ш. Ҳайитовнинг “Маҳбуб-ул қулуб”да тасаввуфий жилолар китобига сўзбоши. 1996. Т., “Фан”, 3-5 б.
25.  “Эмас осон бу майдон ичра турмоқ”. 1996. “Адабий Бухоро”, Бухоро, 71-82 б.
26.  “Ҳар не қилсанг, ошиқ қилгил Парвардигор”. 1996. “Маърифат” газетаси, 16 ноябрь.
27.   Машраб ижоди Фитрат талқинида. “Ўзбек тили ва адабиёти”. 1997. 4-сон, 20-26 б.
28. “Навоий шеърига солғил қулоқни”. Ўзбекистон адабиёти ва санъати” газетаси, 1997, 7 февраль.
29.   Жомий “Баҳористон”ида адабий ҳаёт тасвири. Тўпламда: “Абдураҳмон Жомий”.1997. Т., 12-17 б.
30.  Нурли манзил сари интилади умр карвони. Г.Болтаеванинг “Алишер Навоий. Фусули Арбаа” китобига сўзбоши. 1998. Бухоро “Илм”, 3-7 б.
31.  Беш ҳайрат. “Жамият ва бошқарув”. 1998. 3-сон, 50-52 б.
32.  Инсон қалби – Холиқ жилвагоҳи. Ш. Ҳайитов китобига сўзбоши. 2000. Т. “Фан”, 3 б.
33.  Тасаввуф – ахлоқий покланиш мактаби. И. Ҳаққулов. Тасаввуф сабоқлари китобига сўзбоши. 2000. Бухоро, 3-13 б.
34.  “Хамсат ул-мутахаййирин” да баркамол инсон тимсоли (ҳаммуаллифлар: Ш. Ҳайитов, З. Қосимова). 2000, “Улуғ Алишер Навоий”, Қарши 53 б.
35.  Луғат ва ҳадисларда иймон талқини. “Педагогик маҳорат”, 2001. 1-сон, 14-21 б.
36.  Содиқ Жондорий -серқирра истеъдод соҳиби. Д. Каримова китобига сўзбоши. Содиқ Мунший – Жондорнинг ширинкалом шоири. 2001. Т., “Фан”, 3-8 б.
37.  В.Абдуллаев. Танланган асарлар. II томлик, 2-том. Т. “Фан”, 2002. 185-188 б.
38.  Илм берган улуғ саодат (Акад. Б. Валихўжаев ҳақида. Ҳаммуаллиф: С. Мирзаев). 2002. “Педагогик маҳорат”, 1-сон, 84-93 б.
39.  Воҳид Абдуллаев – Бухоро адабий муҳитининг йирик тадқиқотчиси. “Бухоро университети илмий ахборотлари”, 2002. 3-4 сонлар, 3 б.
40.  “Бобурнома”да Шайх Саъдий нафаси. “Бухоро университети илмий ахборотлари”, 2002. 2-сон, 17-20 б.
41.  “Тасаввуф, мумтоз адабиёт ва ахлоқий-маънавий тарбия масалалари”. Маъруза матни. (ҳаммуаллифлар: Ш. Ҳайитов ва б.). 2003. “Бухоро”, 156 б.
42.  Иймон – покланиш манзили. 2003. “Бухоро университети илмий ахборотлари”, 2-сон, 5-9 б.
43.  Абдухолиқ Ғиждувоний – буюк маънавий арбоб. “Бухоро университети илмий ахборотлари”, 2003. 4- сон, 3-8
44.  “Ахлоқи Муҳсиний – нодир маънавий-бадиий манба (ҳаммуаллиф: М. Маҳмудов). “Ўзбек тили ва адабиёти”, 2003. 6-сон, 32-35 б.
45.  “Муҳокамат ул-луғатайн”да сўзнинг бадиий талқинлари. “Бухоро университети илмий ахборотлари”, 2003. 3-сон, 2-6 б.
46.   Хожа Исмат – зуллисонайн шоир. 2004. “Бухоро университети илмий ахборотлари”, 3-сон, 8-13 б.
47.  Етти ноёб мўъжиза (“Ҳафт авранг ҳақида қайдлар”). 2004. “Педагогик маҳорат”, 4-сон, 102-105 б.
48.  Шарқ мумтоз адабиёти ва С. Айний шеърияти – “Барҳаёт шеърият”. Халқаро илмий анжуман тўплами. Бухоро. 10-15 б.
49.   Алишер Навоий даҳосига Мавлоно Лутфий баҳоси. “Навоийга армуғон” мақолалар тўплами. 2004. Т., “Фан”, 13-17 б.
50.  “Ёғди ўт устиға қор”. 2004. “Тафаккур”, 1-сон. 54-58 б.
51.    Жовидон шеърият. “Жомий ва ўзбек адабиёти” тўпламида. Халқаро илмий анжуман. “Ал Ҳудо” ва “Мовароуннаҳр”. Т., 2005. 83-87 б.
52.  Буюк алломага садоқат. “Сино” журнали, Эрон ислом республикасининг Ўзбекистондаги элчихонаси нашри, 2005. 17-сон, 18-20 б.
53.   Имло, дилимни камон абрўга бердим. Д. Каримованинг “Имло Бухорийнинг назмий гулдастаси” китобига сўзбоши. Т. “Фан”, 2005. 3-7 б.
54.   Ижодий таржима ва адабий таъсир самараси. Тўпламда: “Адабиёт ва таржима”. Т., “Зарқалам”. 2006. 28-31 б.
55.  Теран тафаккурга йўғрилган шеърият. Бухорои донишафзо, 2006. 6-сон, 3-16 б.
56.  Алишер Навоийнинг “Девони форсий”си ҳақида. Сино журнали, Эрон ислом республикасининг Ўзбекистондаги элчихонаси нашри, 2006. 10-14 б.
57.  “То тузди Навоий ояти ишқ”. “Навоийга армуғон”. 5-китоб. Т. 7-14 б.
58.   Фитрат ва ўзбек мумтоз адабиёти. 2007. “Аллома адабиётшунос”. Т. “Фан”, 6-9 б.
59.  “Наводир ул-вақое” – А. Донишнинг умр китоби. “Қомусий мутафаккир”. Бухоро, 2007. 28-32 б.
60.   Тасаввуфдан жило топган шеърият. Нақшбандия таълимоти ва миллий маънавиятимиз. Респ. Илмий- амалий анжумани материаллари. Бухоро, 2008. 27-31 б.
61.    Бобур Мирзо ва нақшбандийлар. Нақшбандия, Бухоро, 2008. 15-17 б.
62.    Армонга айланган адабий орзулар. БухДУ Илмий ахборотномаси. 2009. 1-сон.3-10 б.
63.   “Ваҳдат ул-вужуд” Жомий талқинида. (ҳаммуаллифлар: Ш. Ҳайитов, Ҳ. Эшонқулов). БухДУ Илмий ахборотномаси. 2009. 1-сон. 110-111 б.
64.    Ҳақ сирининг огоҳи. Нақшбандия. 2010. 2(5)-сон, 32-36 б.
65.   Низомий ва ундан кейинги давр адабиётида Искандар сиймоси. “Навоийга армуғон”. 6-китоб. Т. 2010. 150-155 б.
66.    Хожа Исмат даҳосидан завқланишнинг ширин меваси. С. Бобокалоновнинг “Хожа Исмат Бухорий шеъриятининг жанрий таркиби, услуби ва бадиияти” китобига сўзбоши. Т., “Муҳаррир”, 2011.
67.   “Латоифнома”си XV асрнинг II ярми XVI аср ибтидоси Мовароуннаҳру Хуросон адабиётини ўрганишда нодир манба. “А.Навоий маънавий меросининг жаҳоншумул аҳамияти” халқаро илмий-амалий анжумани материаллари. 2011, 86-90 б.
68.   Бёт маънавий ёдгорлик. Китобда: Бўстони роз. Т., “Муҳаррир”, 2011. 3-6 б.
69.   Истиқлолингдан ўргилай, она Ўзбекистон! БухДУ Илмий ахборотномаси. 2011. 3-сон. 28-32 б.

## Награды и признание
27 августа 2002 года за большую самоотверженную работу в сфере образования Фонд «Устоз» Республики Узбекистан присвоил ему почетное звание «Устоз».
Учебник «История узбекской классической литературы» (с древнейших времен до конца XVI века), подготовленный проф. Р. Вохидовым в соавторстве издан Министерством высшего и среднего специального образования Республики Узбекистан и используется в качестве учебника на факультетах узбекской филологии с 2006 г. (Авторское свидетельство № 0107; 30.11.2005).
В 1990-2010 годах Р. Вохидов являлся членом специализированного ученого совета по защите диссертации на соискание ученой степени кандидата наук Самаркандского государственного университета № К.067.04.01.
Монография литературоведа «Алишер Навои и теология» включен в 6-й том «Узбекско-навоийских исследований периода независимости» [32,33].

## Память
В 2013 году в Бухарском государственном университете прошла Республиканская научно- практическая конференция, посвященная 70-летию Р. Вохидова [34].